# Capitan America (film 1979)
Capitan America è un film per la televisione del 1979 diretto da Rod Holcomb, liberamente ispirato all'omonimo personaggio dei fumetti Marvel Comics interpretato in questa occasione da Reb Brown. Quello stesso anno ne fu trasmesso un sequel, Captain America II: Death Too Soon.

## Trama
Steve Rogers (Reb Brown) è un ex marine, il cui padre era un agente segreto del governo negli anni 1940. Lo spiccato patriottismo del padre gli valse il soprannome di "Capitan America". Suo padre fu poi assassinato.
Steve ora si guadagna da vivere come artista e vive girovagando per le campagne in un furgone convertito in camper; decide di ispirarsi alla storia di suo padre per disegnare un supereroe.
Dopo aver subito lesioni potenzialmente mortali in un incidente, gli viene somministrata una sostanza chimica sperimentale chiamata formula FLAG; FLAG è l'acronimo di "Full Latent Ability Gain", una sorta di "super-steroide", che il padre di Rogers aveva sintetizzato partendo dalle sue stesse ghiandole. La formula non solo salva la vita ma aumenta la forza e i riflessi di Steve. Queste nuove abilità suggeriscono al dottor Simon Mills (Len Birman), il biochimico ricercatore ed agente segreto dietro al FLAG, che era inoltre amico del padre di Steve, di reclutare Steve dandogli un costume basato sui suoi disegni.
Come Captain America, il furgone convertito di Steve viene riconfigurato in modo che possa ospitare una moto ad alta tecnologia. La moto è dotata di spinta a razzo (un getto per accelerare rapidamente), una modalità invisibile che riduce il rumore del motore e della strada. Nel secondo film, Captain America II: Death Too Soon, la moto possiede anche un'ala staccabile simile ad un deltaplano che consente di volare a gravità ridotta.
Nell'ultima scena del film, Rogers decide di diventare lo stesso Capitan America di suo padre in tutti i sensi - questo significa indossare un'uniforme identica a quella indossata da suo padre, la "classica" divisa Capitan America.

## Distribuzione
Il film è stato distribuito nei cinema in Colombia nel 1981.

## Accoglienza

### Critica
Il film ha ricevuto un'accoglienza tiepida da parte della critica.
Sul sito web di aggregatore di recensioni Rotten Tomatoes, il film ha un'approvazione del 9%, basata su 366 recensioni e una valutazione media di 2.0 / 5.
Sul sito IMDB gli utenti hanno assegnato un punteggio di 3.7/10, basato su 1304 voti.  Nella pagina FilmAffinity ha una valutazione di 3,6/10, basata su 97 voti.